# Waldbreitbach (Verbandsgemeinde)
Waldbreitbach fut une Verbandsgemeinde (collectivité territoriale) de l'arrondissement de Neuwied dans la Rhénanie-Palatinat en Allemagne. Le siège de cette Verbandsgemeinde se trouva dans la ville de Waldbreitbach. Elle fut dissoute au 1er janvier 2018 et les communes qui la constituèrent jusqu’à cette date, furent alors intégrées dans une collectivité territoriale plus grande et nouvellement créée, la Verbandsgemeinde Rengsdorf-Waldbreitbach.
La Verbandsgemeinde de Waldbreitbach consista en cette liste d'Ortsgemeinden (municipalités locales) :

Localisation de la Verbandsgemeinde de Waldbreitbach dans l'arrondissement de Neuwied

1. Breitscheid
2. Datzeroth
3. Hausen (Wied)
4. Niederbreitbach
5. Roßbach
6. Waldbreitbach